# Thierry Noblesse
Thierry Noblesse (21 de mayo de 1953) es un expiloto de motociclismo francés, que compitió en el Campeonato del Mundo de Motociclismo desde 1974 hasta 1981. Su mejor posición en el Mundial fue un podio en el Gran Premio de Suecia de 1979 de 125cc. Además de eso, consiguió un tercer puesto en la Copa Kawasaki de 1973, fue tres veces subcampeón en el Campeonato de Francia en la cilindrada de 125 cc.

## Resultados en el Campeonato del Mundo
Sistema de puntuación desde 1969 hasta 1987:
| Posición | 1.º | 2.º | 3.º | 4.º | 5.º | 6.º | 7.º | 8.º | 9.º | 10.º |
| Puntos   | 15  | 12  | 10  | 8   | 6   | 5   | 4   | 3   | 2   | 1    |

### Carreras por año
(Carreras en negrita indica pole position, carreras en cursiva indica vuelta rápida)
| Año  | Cat.  | Moto       | 1       | 2       | 3      | 4       | 5       | 6       | 7       | 8       | 9      | 10      | 11      | 12     | 13     | Pts. | Pos. |
| ---- | ----- | ---------- | ------- | ------- | ------ | ------- | ------- | ------- | ------- | ------- | ------ | ------- | ------- | ------ | ------ | ---- | ---- |
| 1974 | 125cc | Yamaha     | FRA DNQ | GER -   | AUT -  | NAT -   |         | NED -   | BEL -   | SWE -   | FIN -  | TCH -   | YUG -   | ESP -  |        | 0    | -    |
| 1975 | 125cc | Yamaha     | FRA Ret | ESP -   | AUT -  | GER -   | NAT -   |         | NED -   | BEL -   |        | SWE -   |         | CZE -  | YUG -  | 0    | -    |
| 1976 | 250cc | Yamaha     | FRA 19  |         | NAT -  | YUG -   | IOM -   | NED -   | BEL -   | SWE -   | FIN -  | CZE -   | GER -   | ESP -  |        | 0    | -    |
| 1977 | 125cc | Morbidelli | VEN -   | AUT 13  | ALE -  | NAC -   | ESP -   | FRA 14  | YUG Ret | NED 16  | BEL -  | SUE 9   | FIN Ret | GBR 7  |        | 6    | 22.º |
| 1977 | 250cc | Yamaha TZ  | VEN -   | AUT -   | ALE -  | NAC -   | ESP -   | FRA DNQ | YUG -   | NED -   | BEL -  | SUE -   | FIN -   | GBR -  |        | 0    | -    |
| 1978 | 125cc | Morbidelli | VEN -   | ESP 8   | AUT 12 | FRA 6   | NAT -   | NED -   | BEL -   | SWE -   | FIN 12 | GBR -   | GER 18  |        | YUG 10 | 9    | 17.º |
| 1979 | 125cc | Morbidelli | VEN -   | AUT -   | GER 19 | NAT 12  | ESP -   | YUG -   | NED -   | BEL -   | SWE 3  | FIN -   | GBR 11  | GBR -  | FRA 5  | 16   | 20.º |
| 1980 | 125cc | MBA        | NAT 7   | ESP Ret | FRA 12 | YUG Ret | NED Ret | BEL Ret | FIN -   | GBR 11  | GBR -  | GER DNQ |         |        |        | 4    | 24.º |
| 1981 | 125cc | MBA        | ARG -   | AUT 14  | GER 5  | NAT Ret | FRA Ret | ESP DNQ | YUG -   | NED Ret |        | RSM 11  | GBR 12  | FIN 10 | SWE 14 | 7    | 21.º |